# بنجامين كابريرا
بنجامين كابريرا هو طبيب فلبيني، ولد في 18 مارس 1920.